# Базальтове волокно
Базальтове волокно — матеріал, одержуваний з природних мінералів шляхом їх розплаву і подальшого перетворення у волокно без використовування хімічних добавок.
Базальтове волокно виготовляють з різних гірських порід, близьких по хімічному складу — базальту, базанітів, амфіболітів, габродіабазів або їх сумішей. Виробництво базальтових волокон ґрунтується на отриманні розплаву базальту в плавильних печах і його вільному витіканні через спеціальні пристрої, виготовлені з платини або інших жаростійких металів. Плавильні печі можуть бути електричними, газовими, або оснащуватись мазутними пальниками.

### Використання

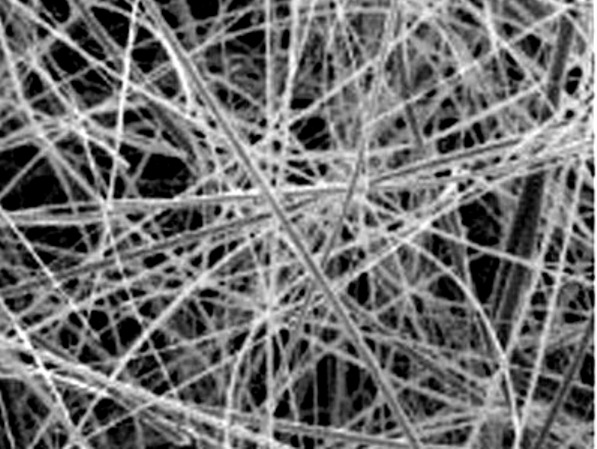
Базальтове волокно

Залежно від діаметра волокно використовується для різної мети:
- мікротонке — для фільтрів дуже тонкого очищення газоповітряного середовища і рідин, виготовлення тонкого паперу і спеціальних виробів;
- ультратонке — для виготовлення надлегких виробів теплоізоляцій і звукопоглинальних загороджень, паперу, фільтрів тонкого очищення газоповітряних і рідинних середовищ;
- супертонке — для виготовлення прошивних теплозвукоізоляційних і звукопоглинальних виробів, картону марки ТК-1..4), багатошарового нетканого матеріалу, в'язально-прошивного матеріалу теплоізоляції, довгих смуг теплоізоляцій і джгутів (БТШ-8, БТШ-20, БТШ30), м'яких гидрофобізірованих плит теплоізоляцій, фільтрів і ін. Спеціальна термічна обробка базальтових супертонких волокон дозволяє отримати мікрокристалічний матеріал з властивостями, відмінними від звичайних волокон. Мікрокристалічні волокна перевершують звичайні по температурі застосування на 200°С, по кислотностійкості — в 2,5 рази, а гігроскопічність їх в 2 рази нижче. Основною перевагою цього виду базальтового волокна є відсутність усадки при його експлуатації. З мікрокристалічного волокна виготовляють високотемпературостійкі матеріали теплоізоляцій, плити, а також фільтри для фільтрації агресивних середовищ при високих температурах.
- тонкі волокна з гірських порід є шаром хаотично розташованих волокон діаметром 9-15 мкм і завдовжки 3-1500 мм;
- потовщені волокна діаметром 15-25 мкм і завдовжки 5-1500 мм. Одержують їх як методом вертикального роздування струменя розплаву повітрям, так центробіговаликовим методом відоме одне виробництво отримання грубого волокна центробігодутим способом. Виробляють у вигляді полотен, прошивних матів, плит на основі різних терпких. Потовщені волокна знаходять широке застосування як фільтрувальної основи дренажних систем гідротехнічних споруд;
- товсті волокна є хаотично розташованими і мають розміри завдовжки 5-3000 мм, діаметром 25-150 мкм, та міцністю на розрив 120—650 МПа;
- грубі волокна є відносно сипкою дисперсно-волоконною масою з довжиною волокон 3-15 мм, діаметром 150—500 мкм, міцністю на розрив 200—350 МПа, питомою поверхнею 28-280 см2/г. Волокна є корозійно-стійкими і можуть бути використані замість металу для армування матеріалів на основі терпких.

### Властивості матеріалів на основі базальтового волокна
Матеріали на основі базальтового волокна володіють наступними важливими властивостями: пористість, температуростійкість, паропроникність і хімічна стійкість. Такі властивості зробили їх популярними серед матеріалів такого типу призначення і зробили їх незамінними при будівництві сучасних споруд.